# Pedinura mokari
Pedinura mokari är en kräftdjursart som beskrevs av Bruce2003. Pedinura mokari ingår i släktet Pedinura och familjen klotkräftor. Inga underarter finns listade i Catalogue of Life.